# Chiến dịch Đông Ấn thuộc Hà Lan
Chiến dịch Đông Ấn Hà Lan là một chuỗi các hoạt động quân sự của Đế quốc Nhật Bản từ tháng 12 năm 1941 đến tháng 3 năm 1942 nhằm đánh chiếm Đông Ấn Hà Lan (ngày nay là Indonesia), thuộc địa của Hà Lan trong giai đoạn đầu của cuộc Chiến tranh Thái Bình Dương.
Bộ tổng tư lệnh Nhật Bản đã điều động lực lượng phối hợp hải, lực, không quân lớn nhất so với tất cả các chiến dịch khác ở Đông Nam Á do đích thân thống chế tư lệnh Đạo quân Phương Nam Hisaichi Terauchi chỉ huy cho cuộc tấn công Đông Ấn Hà Lan. Đối đầu với quân đội Nhật là lực lượng phòng thủ của liên quân Hoa Kỳ - Anh - Hà Lan và Úc (ABDA) dưới quyền đại tướng Archibald Wavell người Anh.
Ngày 9 tháng 3 năm 1942, Bộ tư lệnh quân đội Hà Lan tại Đông Ấn Hà Lan ra lệnh cho các lực lượng của mình hạ vũ khí đầu hàng, khởi đầu cho giai đoạn Nhật Bản chiếm đóng kéo dài ba năm rưỡi cho đến khi Thế chiến thứ hai kết thúc.

## Bối cảnh
Đông Ấn Hà Lan là mục tiêu chính trong Chiến tranh Thái Bình Dương của Nhật Bản, vì đây là vùng đất có rất nhiều nguyên liệu chiến lược từ thiếc, bôxit, niken cho đến cao su, lúa gạo và đặc biệt là dầu mỏ (sản lượng dầu mỏ của Đông Ấn Hà Lan đứng hàng thứ tư thế giới sau Hoa Kỳ, Iran và Romania vào thời điểm đó với 65 triệu thùng dầu mỗi năm). Nhu cầu dầu mỏ của Nhật càng trở nên thiết yếu khi ngày 26 tháng 7 năm 1941, Hoa Kỳ tuyên bố phong tỏa tài sản của Nhật tại nước này, cấm xuất khẩu dầu mỏ sang Nhật. Tiếp theo đó, Anh hủy bỏ hiệp định thông thương giữa Nhật với Ấn Độ và Miến Điện, và Hà Lan cũng cấm xuất khẩu dầu hỏa và bauxite sang Nhật. Quyết định đình chỉ xuất khẩu dầu hỏa sang Nhật của Hoa Kỳ đã có ảnh hưởng quyết định đối với bộ máy chiến tranh Nhật Bản. Theo tính toán của Bộ tư lệnh Hải quân, lượng dầu mỏ dự trữ của Nhật chỉ dùng đủ trong hai năm và nếu không có cách giải quyết vấn đề này thì hải quân Nhật chẳng sớm hay muộn sẽ bị tê liệt.
Cuối tháng 11 năm 1941, chính quyền thuộc địa tại Đông Ấn Hà Lan bắt đầu chuẩn bị cho chiến tranh khi Hải quân Hoàng gia Hà Lan và Không lực Đông Ấn Hà Lan được huy động. Trong khi đó, ba ngày sau khi quyết định chính sách chiến tranh với Hoa Kỳ, Anh và Hà Lan, chính phủ Nhật Bản vẫn quyết định chỉ xem Hà Lan là kẻ thù thực sự khi chiến tranh chính thức nổ ra, với mong muốn Hà Lan sẽ không phá hủy các cơ sở xăng dầu trước khi Nhật Bản đủ điều kiện tấn công. 7 giờ sáng ngày 8 tháng 12, chính quyền Đông Ấn Hà Lan lệnh cho các tàu buôn cập hải cảng gần nhất và đưa ra thông cáo trên sóng vô tuyến rằng Hà Lan chấp nhận thách thức và sẵn sàng vũ trang chống lại Đế quốc Nhật Bản. Hà Lan đưa ra lời tuyên chiến chính thức vào ngày 8 tháng 12 năm 1941 và hai ngày sau đó lời tuyên chiến này được đại sứ Hà Lan J. C. Pabst trao cho Ngoại trưởng Nhật Bản Tōgō Shigenori.
Đông Ấn Hà Lan trải dài hơn 3.000 dặm từ đông sang tây và hơn 1.200 dặm từ bắc xuống nam, có tổng cộng 60 triệu dân, bao gồm năm hòn đảo chính: Sumatra, Java và Celebes (ngày nay là Sulawesi) hoàn toàn là thuộc địa của Hà Lan; đảo Borneo, chủ yếu là người Hà Lan sinh sống, có bốn vùng do Anh bảo hộ là Sarawak, Brunei, Labuan và Bắc Borneo thuộc Anh; và đảo New Guinea được chia nửa giữa Anh và Úc.

## Lực lượng và kế hoạch

### Nhật Bản
Nhận thức được tầm quan trọng của chiến dịch đánh chiếm Đông Ấn Hà Lan Bộ tổng tư lệnh Nhật Bản đã điều động lực lượng phối hợp hải, lực, không quân lớn nhất so với tất cả các chiến dịch khác ở Đông Nam Á. Nếu như các chiến dịch đánh chiếm Mã Lai, Singapore, Miến Điện và Philippines đều giao cho tư lệnh tập đoàn quân cấp trung tướng hoặc đại tướng thì chiến dịch Đông Ấn Hà Lan do đích thân thống chế tư lệnh Đạo quân Phương Nam Hisaichi Terauchi trực tiếp nắm quyền chỉ huy với bộ tổng tư lệnh đặt tại Sài Gòn, Đông Dương. Trong các mục tiêu của Đạo quân Phương Nam, đây cũng là chiến dịch mà vấn đề hậu cần cũng như chiến lược phức tạp nhất.
Từ tháng 11 năm 1941, bộ tư lệnh Đạo quân Phương Nam đã soạn thảo xong kế hoạch đánh chiếm Đông Ấn Hà Lan. Theo đó, ba lực lượng sẽ đảm nhiệm một trận tuyến kéo dài 2.000 dặm từ đông sang tây và 1.000 dặm từ bác xuống nam: lực lượng phía đông từ thành phố Davao, Philippines sẽ chiếm đảo Celebes, đảo Ambon, quần đảo Moluccas và Timor; đạo quân phía tây đánh chiếm Palembang còn đạo quân trung tâm mục tiêu là các cơ sở dầu mỏ tại Tarakan và Balikpapan.
Về lục quân, lực lượng tấn công ban đầu là Tập đoàn quân số 16 gồm Sư đoàn Bộ binh số 2 và hai Lữ đoàn Bộ binh số 35 và 46 (lấy từ Sư đoàn số 56) do tướng Imamura Hitoshi chỉ huy. Giai đoạn sau của chiến dịch có thêm Sư đoàn số 38 và 48. Đệ nhị Hạm đội nhận nhiệm vụ yểm trợ hải quân cho chiến dịch.

### Đồng Minh
Trong tất cả các mục tiêu của Nhật Bản tại Đông Nam Á, Đông Ấn Hà Lan được đánh giá là yếu nhất, xét về tình hình chính trị và quân đội. Quân đội Đông Ấn Hà Lan có quân số đông nhưng không đủ huấn luyện và trang bị cũng như khả năng lãnh đạo để đối đầu với quân đội Nhật Bản. Đông Ấn Hà Lan cũng không còn nhận được sự hỗ trợ của chính quốc từ tháng 5 năm 1940 và không sẵn sàng cho việc kháng cự lâu dài, một khi không quân và hải quân Đồng minh thất bại trong việc ngăn quân Nhật đổ bộ lên Java.
Trước khi Chiến tranh Thái Bình Dương bùng nổ, lực lượng bảo vệ Indonesia hoàn toàn do người Hà Lan đảm nhiệm. Tuy nhiên, sau khi Nhật Bản đánh chiếm Mã Lai và Philippines, nhiều đơn vị quân đội Anh, Mỹ bị Nhật Bản đánh đuổi đã kéo về Đông Ấn Hà Lan cùng với quân Úc đến tăng viện. Ngày 3 tháng 1 năm 1942, ABDACOM (hay ABDA), bộ chỉ huy lực lượng liên hợp của bốn nước Hoa Kỳ - Anh - Hà Lan - Úc đã được thành lập đặt dưới quyền của Thống chế Anh Archibald Wavell cho nhiệm vụ phòng thủ từ Miến Điện và Mã Lai qua Singapore đến Borneo và Đông Ấn Hà Lan. Trung tướng Không quân Hoa Kỳ George Brett làm Phó tư lệnh và tham mưu trưởng là Trung tướng người Anh Henry Royds Pownall. Tư lệnh lục quân là Trung tướng người Hà Lan Hein ter Poorten và phó tư lệnh là thiếu tướng người Anh Ian Stanley Ord Playfair; Tư lệnh hải quân là Đô đốc người Mỹ Thomas C. Hart và tư lệnh không quân người Anh Richard Peirse. Bộ tổng hành dinh của ABDA được đặt tại Java.
Ngày 22 tháng 2 năm 1942, Tổng tư lệnh Wavell báo cáo cho Thủ tướng Anh Churchill: “Tôi e rằng tuyến phòng ngự của chúng ta ở Java không còn vững được bao lâu nữa. Như thế, những nguồn nhân lực, tài lực đưa vào đây thêm nữa chỉ phí đi mà thôi. Vì nó không đủ sức kéo dài thêm cuộc chiến ở đây”. Ba ngày sau đó, ông đến Ấn Độ, giao lại quyền chỉ huy ABDA cho các chỉ huy trưởng địa phương.
Phe Đồng Minh cũng bất đồng về sách lược phòng thủ. Đô đốc Hart cho rằng nên phòng thủ bờ biển, đợi quân Nhật đổ bộ rồi đánh. Trong lúc đó Đô đốc Conrad Emil Lambert Helfrich người Hà Lan thì cho rằng nên tiêu diệt quân Nhật, mục tiêu là các tàu chở quân trên đường di chuyển, để người Nhật phải hoãn cuộc hành quân lại, chấp nhận hải chiến với một lực lượng trội hơn hẳn so với phe Đồng minh.

## Diễn biến
Chiến dịch bắt đầu bằng việc tấn công đảo Borneo: vào ngày 17 tháng 12, quân Nhật đổ bộ thành công lên Miri, một trung tâm sản xuất dầu mỏ nằm tại phía bắc Sarawak, bằng sự yểm trợ của một thiết giáp hạm, một hàng không mẫu hạm, ba tuần dương hạm và bốn khu trục hạm. Bên cạnh cuộc đổ bộ tại Miri, quân Nhật đổ bộ lên Seria, Kuching, Jesselton và Sandakan trong giai đoạn từ 15 tháng 12 năm 1941 đến 19 tháng 1 năm 1942.
Ngày 11 tháng 1, Lực lượng Sakaguchi, do thiếu tướng Sakaguchi Shizuo chỉ huy với nòng cốt là Lữ đoàn 56 Bộ binh, chiếm được đảo Tarakan nằm về phía bờ biển phía đông Borneo. Một ngày sau đó, 1.300 lính Hà Lan tại đây đầu hàng và Nhật Bản cũng chính thức tuyên chiến với Đông Ấn Hà Lan trong ngày này. Sau Takaran, Lực lượng Sakaguchi chuyển sang tấn công Balikapan và mỏ dầu tại đây. Ngày 24 tháng 1, quân Nhật đổ bộ thành công bất chấp việc bị mất sáu chuyển vận hạm do bị hải quân Mỹ-Hà Lan tấn công và chiếm được thị trấn này hai ngày sau đó. Ngày 31 tháng 1, quân Nhật đổ bộ lên đảo Ambon và chiếm được đảo sau ba ngày.
Ngày 14 tháng 2, 260 lính dù Nhật xuất phát từ Mã Lai đổ bộ xuống và Palembang thất thủ chỉ một ngày sau đó. Để hỗ trợ cho cuộc đổ bộ lên Bali vào ngày 18-19 tháng 2 và Timor ngày 20 tháng 2 cũng như dọn đường cho cuộc tấn công Java, hải quân Nhật cũng tiến hành oanh kích căn cứ Đồng Minh tại Darwin vào ngày 19 tháng 2 và vô hiệu hóa thành công căn cứ này.

### Đánh chiếm Java - Hà Lan đầu hàng
Hòn đảo đông dân Nhất của Đông Ấn Hà Lan là Java với 43 triệu dân có Batavia (nay là Jakarta) nằm ở cực bắc là thủ đô của Đông Ấn Hà Lan với 450.000 dân. Tổng cộng có 9.000 lính Hà Lan chính quy, 14.000 lính Hà Lan tình nguyện và 126.000 lính bản địa, cộng 3.5000 lính Anh, 3.000 lính Úc và một tiểu đoàn pháo binh Hoa Kỳ phòng thủ tại đây.
Ngày 18 tháng 2, một đoàn tàu gồm 56 tàu vận tải, một phần lớn lực lượng Tập đoàn quân 16 rời quân cảng Cam Ranh, Đông Dương tiến về phía Nam. Tại ngoài khơi biển Đông, đoàn tàu này đã gặp đoàn chiến hạm hộ tống khởi hành từ cảng Cao Hùng (Đài Loan), gồm chủ lực là một tàu sân bay, bốn tuần dương hạm nặng, ba tuần dương hạm nhẹ và hơn một chục khu trục hạm. Hai đoàn tàu sáp nhập thành một hải đoàn đặc nhiệm đổ quân lên bờ biển phía Tây đảo Java. Cũng trong thời gian trên, một hải đoàn đặc nhiệm nữa đã xuất phát từ cảng Davao (phía nam Philippines) với 40 tàu vận tải thuộc quyền chỉ huy của chuẩn đô đốc Tanaka Raizō chở theo một sư đoàn bộ binh và nhiều đơn vị phối thuộc, được sự yểm trợ của đoàn chiến hạm hộ tống do phó đô đốc Takagi Takeo làm tư lệnh, bao gồm hai tuần dương hạm nặng, hai tuần dương hạm nhẹ và 14 khu trục hạm. Hải đoàn này có nhiệm vụ đưa quân đổ bộ lên bờ biển phía Đông Java. Hai hải đoàn đặc nhiệm đã chuyên chở hơn 100.000 quân, tạo thành hai gọng kìm tiến đánh Java.
Ngày 27 tháng 2, đã xảy ra trận hải chiến giữa hải quân Nhật Bản và hạm đội liên hợp 4 nước Đồng Minh Hà Lan, Hoa Kỳ, Anh và Úc tại vùng biển Java. Phe Đồng Minh có năm tuần dương hạm và chín khu trục hạm do Chuẩn đô đốc Karel Doorman chỉ huy chặn đoàn tàu đổ bộ Nhật. Kết quả là Đồng Minh bị mất hai tuần dương hạm và ba khu trục hạm cùng tư lệnh hạm đội và đô đốc Doorman cũng tử trận. Đêm 28 tháng 2, Đồng Minh mất thêm hai tuần dương hạm nữa trong Trận chiến Eo biển Sunda. Các chiến hạm còn lại của Đồng minh đã được lệnh rời bỏ Đông Ấn Hà Lan chạy về Úc nhưng bị hải quân Nhật chặn đánh và chỉ có bốn khu trục hạm Mỹ chạy thoát.
Đêm 28 tháng 2, quân đội Nhật Bản bắt đầu đổ bộ lên Java hầu như không gặp sự kháng cự nào đáng kể. ABDA chính thức giải tán vào khoảng 1 giờ sáng ngày 1 tháng 3 năm 1942 bởi Đô đốc Conrad Helfrich, chưa đầy hai tháng sau khi được thành lập.
Ngày 8 tháng 3 năm 1942, Bộ tư lệnh quân đội Hà Lan tại Đông Ấn Hà Lan ra lệnh cho các lực lượng của mình hạ vũ khí đầu hàng vì sự an toàn của những người Hà Lan và không tin tưởng vào lòng trung thành của các đơn vị người bản xứ. Để chiếm được Java, quân Nhật tử trận 671 người trong khi con số này của phe Đồng Minh là 2.383. Chiến dịch Đông Ấn Hà Lan đã chấm dứt sớm hơn ba tháng so với dự tính ban đầu.

## Kết quả
Hơn 100.000 dân thường Châu Âu và Nhật Bản bị quân Nhật chiếm đóng bắt giữ, cộng với 80.000 tù binh chiến tranh Đồng Minh bị đưa vào các trại tù binh, nơi tỷ lệ tử vong từ 13% đến 30%. Quân Nhật được người Indonesia chào đón như những người đến giải phóng. Ban đầu Nhật Bản tỏ ra không quan tâm đến các phong trào đòi độc lập của Indonesia, nhưng để phục vụ cho việc khai thác các tài nguyên, đặc biệt là dầu mỏ, cũng như thay thế bộ máy hành chính cũ của người Hà Lan, người Nhật đã ủng hộ các nhà lãnh đạo theo chủ nghĩa dân tộc của Indonesia như Sukarno và Mohammad Hatta. Ngày 17 tháng 8 năm 1945, Sukarno tuyên bố Indonesia độc lập.